# Anastasia Gasanova
Anastasia Gasanova (en ruso: Анастасия Гасанова, nació el 15 de mayo de 1999) es una tenista rusa.
Gasanova tiene un ranking de individuales WTA más alto de su carrera de 173, alcanzado por primera vez el 26 de abril de 2021. También tiene un ranking WTA más alto de su carrera de 260 en dobles, establecido el 13 de agosto de 2018.
Gasanova hizo su debut en el cuadro principal de la WTA en el Abierto de Tenis Femenino de Abu Dhabi 2021, clasificándose para el cuadro principal, derrotando a Ena Shibahara en la ronda de clasificación final. Ella se anotó su primera victoria al derrotar a una top 10, derrotando a la ex No. 1 del mundo Karolína Plíšková en sets seguidos.
En marzo de 2021 en el St. Petersburg Ladies Trophy 2021, Gasanova llegó a su primer cuartos de final en un evento de la WTA, después de clasificar para el cuadro principal. Su primera ronda fue contra Katerina Zavatska y la segunda ronda contra Anastasia Pavluchenkova rompieron la marca de las 3 horas y llegaron al Maratón Marvels 2021: los partidos más largos del año en la lista WTA. Al mismo tiempo, su partido contra Pavluchenkova llegó a Great Escapes 2021: ganando desde un punto de partido abajo. Anastasia Gasanova perdió los cuartos de final ante Vera Zvonareva.